# مذبحة تسوياما
مذبحة تسوياما (باليابانية:津山事件) كانت مذبحة هدفها الانتقام قد حدثت ليلة 21 مايو 1938 في قرية ريفية قرب تسوياما في اليابان .
قام بالمذبحة شاب يبلغ 21 سنة يدعى موتسو توي قام بقتل 29 شخصاً بالإضافة إلى جدته و ثلاث إصابات خطيرة وقد أستعمل بندقية شوزن وكاتانا وفأس .

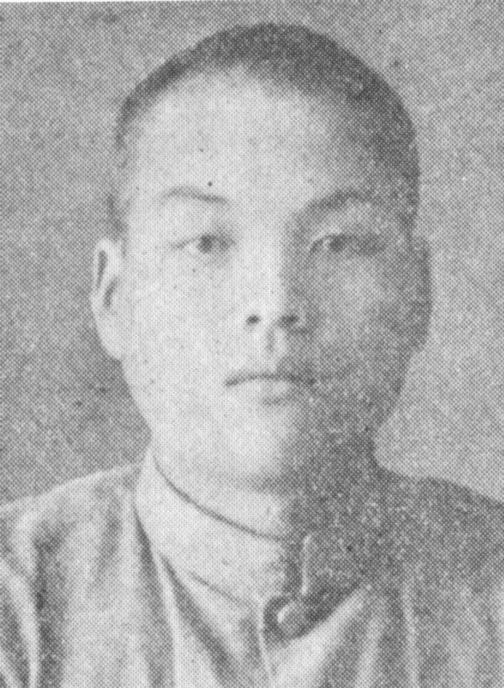
منفذ العملية

## المذبحة
قام توي بقطع خط الكهرباء على القرية في 20 مايو مما جعلهم في ظلام.حوالي الساعة 1:30 بعد منتصف الليل قام بقطع رأس جدته التي تبلغ 76 عاماً بفأس أثناء نومها.سلح نفسه ببندقية شوزن معدلة وفأس وكاتانا وبضعة خناجر وحوالي 200 ذخيرة، قام بربط مصابحين كهربائيين في رأسه أثناء تجوله في القرية.ارتكب المذبحة وتسبب بقتل 29 شخص من القرية وثلاث إصابات خطيرة وفي الفجر انتحر بإطلاق النار على صدره قرب الجبال.